# Marie Petersen

Prinzessin Ilse. Prachtausgabe. Berlin 1857

Marie Luise Auguste Petersen (* 31. Juli 1816 in Frankfurt (Oder); † 30. Juni 1859  ebenda) war eine deutsche Schriftstellerin.

## Leben
Marie Petersen entstammte einer wohlhabenden Apothekerfamilie. Ihr Großvater, der „Universitätsapotheker“ Friedrich Petersen hatte bereits 1780 die Apotheke Zur Goldenen Kugel in Frankfurt an der Oder gekauft. Sein zweiter Sohn Karl Petersen übernahm später das Geschäft. Nach der Heirat Karl Petersens mit Wilhelmine, geb. Dionysius, kam 1816 das erste Kind Marie Petersen zur Welt.
Marie Petersen litt schon kurz nach der Geburt an einer chronischen Rückgratverkrümmung, die auch Aufenthalte in orthopädischen Anstalten in Berlin nicht beheben konnten. Karl Petersen verkaufte daher 1834 nach dem Tod seiner Ehefrau seine Apotheke, um sich der Pflege und Erziehung seiner Kinder widmen zu können. Durch seine zweite Frau Amalie wurde das Haus der Petersens bald zu einem der ersten musikalischen Häuser Frankfurts. Marie Petersen lebte hier zurückgezogen und bescheiden. Ihre vielseitige Bildung brachte ihr die Zuneigung der Zeitgenossen ein, die jedoch nichts von ihrem dichterischen Talent wussten.
Aufgrund ihrer körperlichen Erkrankung war Marie Petersen an ihre Heimatstadt gebunden. Im Jahr 1851 unternahm sie eine einzige Reise in den Harz, die Auslöser für ihre schriftstellerische Betätigung wurde. Ein Reisebrief, den sie an einen Verwandten geschickt hatte, wurde unter dem Titel Prinzessin Ilse. Ein Märchen aus dem Harzgebirge 1852 anonym veröffentlicht. Die Schrift wurde ein großer Erfolg, sodass von der 12. Auflage an auch ihr Name auf dem Titel genannt wurde. Ihr zweites Werk Die Irrlichter wurde noch erfolgreicher, sodass auch hier nach anfänglich anonymer Veröffentlichung ab der 12. Auflage der Zusatz Ein Märchen von Marie Petersen, Verfasserin der Prinzessin Ilse den Autornamen nannte. Beide Werke wurden auch ins Englische und Französische übersetzt.
Marie Petersen erlebte den großen Erfolg ihrer zwei Werke nicht mehr. Bereits 1859 starb sie infolge einer leichten Entzündung, die aber bei der Schwäche ihres Körpers bald einen tödlichen Charakter annahm.

## Werke
- Prinzessin Ilse, Ein Märchen aus dem Harzgebirge, erste Ausgabe, 1852 (bis 1906 erlebte das Buch 25 Auflagen) (Digitalisat). Neuausgabe Hofenberg, Berlin 2016, ISBN 978-3-86199-897-6.
- Die Irrlichter, erste Ausgabe 1854 (bis 1908 erlebte das Buch 48 Auflagen) (Digitalisat).